# Макрофія тевтонська
Макрофія тевтонська (Macrophya teutona) — європейсько-кавказький вид комах родини Пильщики (Tenthredinidae). Один з понад 186 видів голарктичного роду; один з 22 видів роду у фауні України.

## Ареал
Ареал охоплює Центральну та Південну Європу, Малу Азію, Передкавказзя, Закавказзя. В Україні поодинокі особини знайдені в Київській (околиці Києва) та Черкаській (Канівський природний заповідник) областях.
Місця перебування — узлісся та галявини листяних і мішаних лісів.
Чисельність дуже низька. Причини зміни чисельності — негативний вплив інбридингу, спричинений розрідженістю та ізольованістю локальних популяцій. Розмноження у неволі не проводилось.

## Особливості біології
Літ імаго у червні — липні. Тримається на чагарниках і підрості дерев.

## Охорона
Охороняється у Канівському природному заповіднику. Треба вивчити особливості біології виду і в місцях його перебування створити ентомологічні заказники, обмежити хімічну обробку лісів.
У 2-му виданні Червоної книги України (1994) вид мав природоохоронний статус — 2 категорія, реліктовий вид. У 2009 році вид був виключений з Червоної книги України через відновлення його чисельності до безпечного рівня.